# Steve Biko
Stephen Biko (18. prosince 1946 Tarkastad, Jihoafrická unie – 12. září 1977 Pretoria, Jihoafrická republika) byl jihoafrický aktivista, který vedl kampaň proti apartheidu, za rasovou rovnost v Jihoafrické republice.
Začínal jako studentský lídr a později založil hnutí Black Consciousness Movement (BCM). Ve svých článcích a projevech se snažil získat práva pro domorodé obyvatele jižní Afriky. Po své smrti v policejní vazbě roku 1977 se stal mučedníkem hnutí proti apartheidu. Proslul svým sloganem "černá je krásná", kterým vyjadřoval, že člověk je dokonalý takový, jaký je. Nikdy nebyl členem Afrického národního kongresu, ti ho přesto považovali za hrdinu.

## Biografie

### Dětství a mládí
Narodil se v roce 1946 v oblasti dnešního východního Kapska. Jeho rodiče byli Mzingayi Mathew a Alice 'Mamcete' Biko. Jeho otec byl vládním úředníkem a matka služkou v domech bílých obyvatel. Jeho otec, který studoval práva, zemřel v roce 1950.
Byl příslušníkem národa Xhosů, mluvil plynně anglicky a afrikánsky. Navštěvoval školy Brownlee Primary School a Charles Morgan Higher Primary School. V roce 1964 byl poslán na internátní školu Lovedale High School ve městě Alice. Ze školy byl ale brzy vyloučen za svůj politický aktivismus. Ve stejné době byl jeden z jeho bratrů zatčen za členství v organizaci Poqo (dnes známá jako Azaniánská lidová osvobozenecká armáda). Po vyloučení nastoupil na katolickou St. Francis College na předměstí Mariannhill v Pinetown. Nakonec studoval medicínu na lékařské škole University of Natal v Natalu. I z té byl ale vyloučen (roku 1972) kvůli svým politickým názorům.

### Svatba a rodina
V roce 1970 se oženil s Ntsiki Mashalaba. Měli spolu dvě děti Nkosinathi (*1971) a Samora. Měl také dvě děti s lékařkou Dr. Mamphelou Ramphele, která byla členkou hnutí Black Consciousness., dceru Lerato (*1974), která zemřela dva měsíce od narození na zápal plic, a syna Hlumela (*1978). Měl dceru i s Lorraine Tabane, pojmenovanou Motlatsi (*1977).

### Aktivismus
Byl členem multirasové organizace Národní unie jihoafrických studentů (NUSAS). Brzy však nabyl dojmu, že nebílí studenti potřebují vlastní organizaci, a proto spoluzaložil Jihoafrickou studentskou organizaci (SASO). Cílem organizace bylo propagovat černošskou soběstačnost a uvědomění. V roce 1968 byl zvolen prvním předsedou organizace SASO. Tato organizace přerostla do hnutí Black Consciousness. Biko byl v kontaktu i se Světovou studentskou křesťanskou federací (WSCF).
V 70. letech byl aktivní během nepokojů proti apartheidu v Durbanu. V roce 1972 byl kvůli svým politickým postojům vyloučen z University of Natal. Téhož roku se stal čestným předsedou Kongresu černých obyvatel. V únoru 1973 mu bylo z nařízení vlády zakázáno mluvit na veřejnosti a setkávat se s více než jednou osobou naráz. Jeho pobyt byl omezen pouze na okrsek King William's Town. Stejně tak nesměl mluvit s novináři či psát pro noviny. I přes represe založil řadu organizací, jako Zanempilo, Zimele Trust Fund, Njwaxa Leather-Works Project a Ginsberg Education Fund.
Jeho aktivity a činnost hnutí napomohly v červnu 1976 k povstání ve městě Soweto. Povstání bylo brutálně potlačeno (stovky mrtvých) a hnutí Black Consciousness se poté stalo cílem častých represí.

### Smrt a odkaz
Dne 18. srpna 1977 byl zadržen policií během silniční kontroly u města Port Elizabeth. Během výslechu, který trval dvacet dva hodin byl mučen a zbit do kóma. Během svého pobytu na policejní stanici Walmer utrpěl vážné poranění hlavy a během dne býval připoután k okenní mříži.
Dne 11. září 1977 ho policie naložila do Land Roveru, nahého a spoutaného, s cílem ho dopravit do 1100 km vzdálené vězeňské nemocnice v Pretorii. Zemřel krátce po převozu dne 12. září. Policie dlouho tvrdila, že oficiálním důvodem smrti byla hladovka, ale pitva později odhalila podlitiny, oděrky a smrtelné krvácení do mozku, způsobené zraněním na hlavě. Toto zjištění mnozí považují za důkaz, že byl Biko zavražděn policií. O případu hodně psal novinář Donald Woods, který o Bikovi vydal i knihu.
Na pohřeb dorazilo okolo 10 000 lidí. V roce 1978 byli policisté spojovaní s vězněním Bikoa zproštěni obvinění. V červenci 1979 bylo rozhodnuto, že rodina Bikoa obdrží odškodnění 78 000 dolarů. O rok později napsal Peter Gabriel píseň Biko.
V roce 1987 byly souborně vydány jeho spisy v knize I Write what I Like: A Selection of His Writings. O jeho životě bylo natočeno i několik dokumentárních filmů The Life and Death of Steve Biko (1977) a The Biko Inquest (1985). A také celovečerní film Volání svobody (1987), který režíroval Richard Attenborough a hlavní roli si zahrál Denzel Washington; film se soustředí i na osudy novináře Donalda Woodse, kterého si zahrál Kevin Kline.